# Marino (metrostation)
Marino (Russisch: Марьино uitspraakⓘ) is een station aan de Ljoeblinsko-Dmitrovskaja-lijn van de Moskouse metro. Het station is, samen met Bratislavskaja, een van de twee metrostations in het rayon Marino. Vanaf de opening op 25 december 1996 tot de verdere verlenging naar het zuiden op 2 december 2011 was Marino het zuidelijke eindpunt van de lijn. 

## Ontwerp en inrichting
Het station is, na het noordelijker aan de lijn gelegen Volzjskaja, het tweede kuipstation van de Moskouse metro. De wanden van de kuip zijn gemaakt met geprefabriceerde onderdelen, terwijl de afdekplaat van gewapend beton, in tegenstelling tot Volzjskaja, ter plaatse gegoten is. Het plafond is hier ook lager dan in Volzjskaja. De inrichting is ontworpen rond het thema Rust van de Moskovieten. De tunnelwanden zijn afgewerkt met zwart marmer en gestanste aluminiumtegels met een cirkelvormig profiel. Het perron bestaat uit grijs graniet in verschillende tinten.  Over de hele lengte van het perron zijn verschillende zuilen geplaatst met routeborden, rond de zuilen zijn bankjes geplaatst. De verlichting wordt verzorgd door zes pits kroonluchters die zijn opgehangen in de uitsparingen in het plafond. Het station heeft twee verdeelhallen die elk met vaste trappen met het perron zijn verbonden. De noordelijke verdeelhal is verbonden met een voetgangerstunnel met uitgangen aan weerszijden van de Ljoeblinskaja Oelitsa iets ten noorden van de kruising met de Novomarinskaja Oelitsa. De zuidelijke verdeelhal sluit eveneens aan op een voetgangerstunnel met uitgangen in de buurt van de Novotsjerkasski Boelvar en de Marinski Boelvar. 

## Reizigersverkeer
Door de oorspronkelijke functie als eindpunt liggen vlak ten zuiden van het perron twee kopsporen met kruiswissel tussen de doorgaande sporen naar het zuiden. Deze werden eerst gebruikt voor het keren van metro's in de reguliere dienst. Sinds de verlenging worden de sporen nog steeds gebruikt als keerspoor, maar ook voor inspectie en kleinonderhoud. In 2002 werden 71.850 reizigers per dag geteld waarmee het een van de drukste van de lijn is. Het station is dan ook overstappunt tussen de metro en 23 buslijnen die door het dichtstbevolkte rayon van Moskou lopen. Reizigers naar het centrum kunnen op oneven dagen vanaf 5:40 uur de metro nemen, op even dagen door de week is dat 5:51 uur en in het weekeinde om 5:59 uur. In zuidelijke richting vertrekt de eerste metro op oneven dagen om 5:55 uur. Op even dagen door de week is dat 5:57 uur en in het weekeinde om 5:51 uur.   

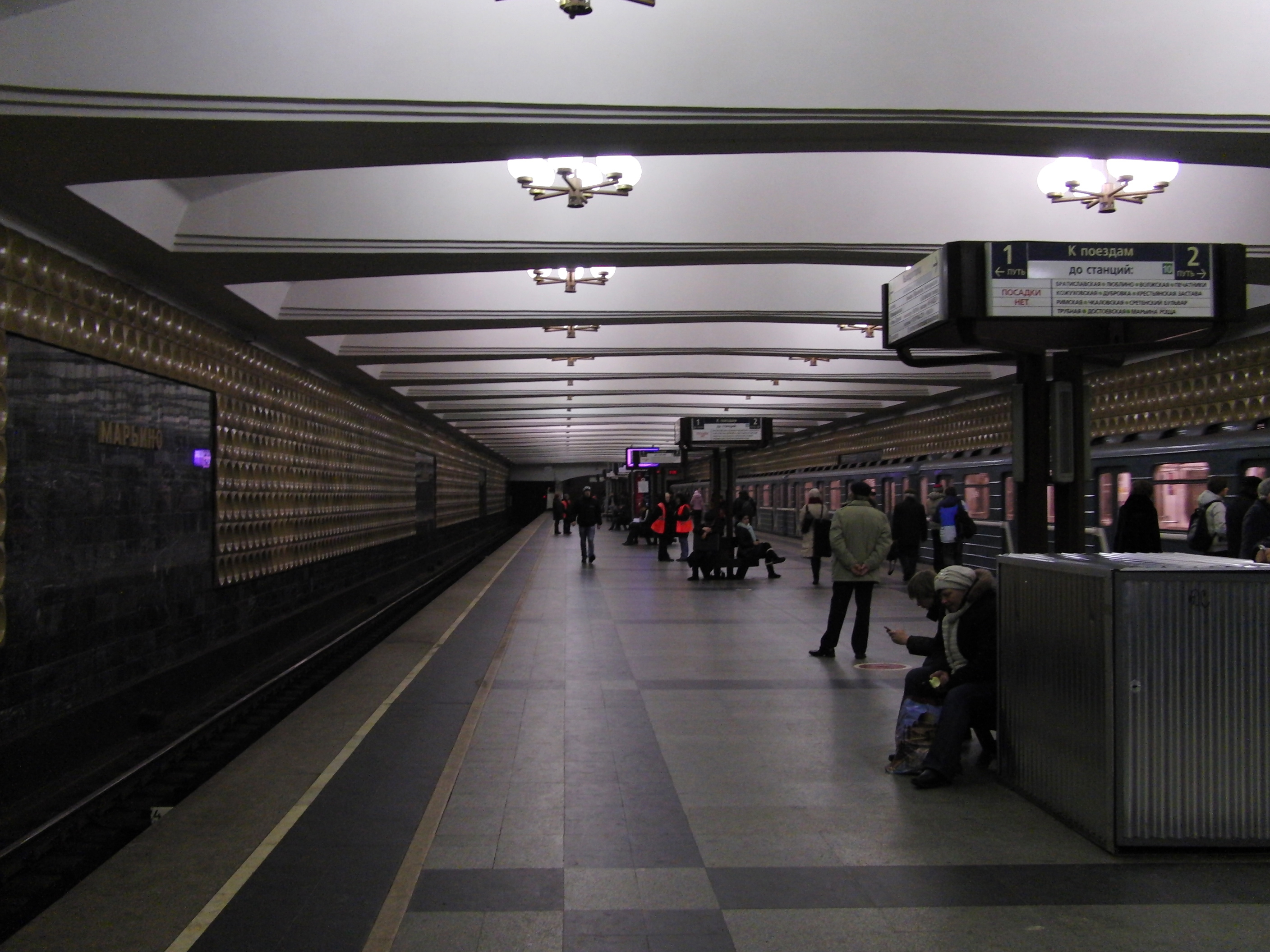
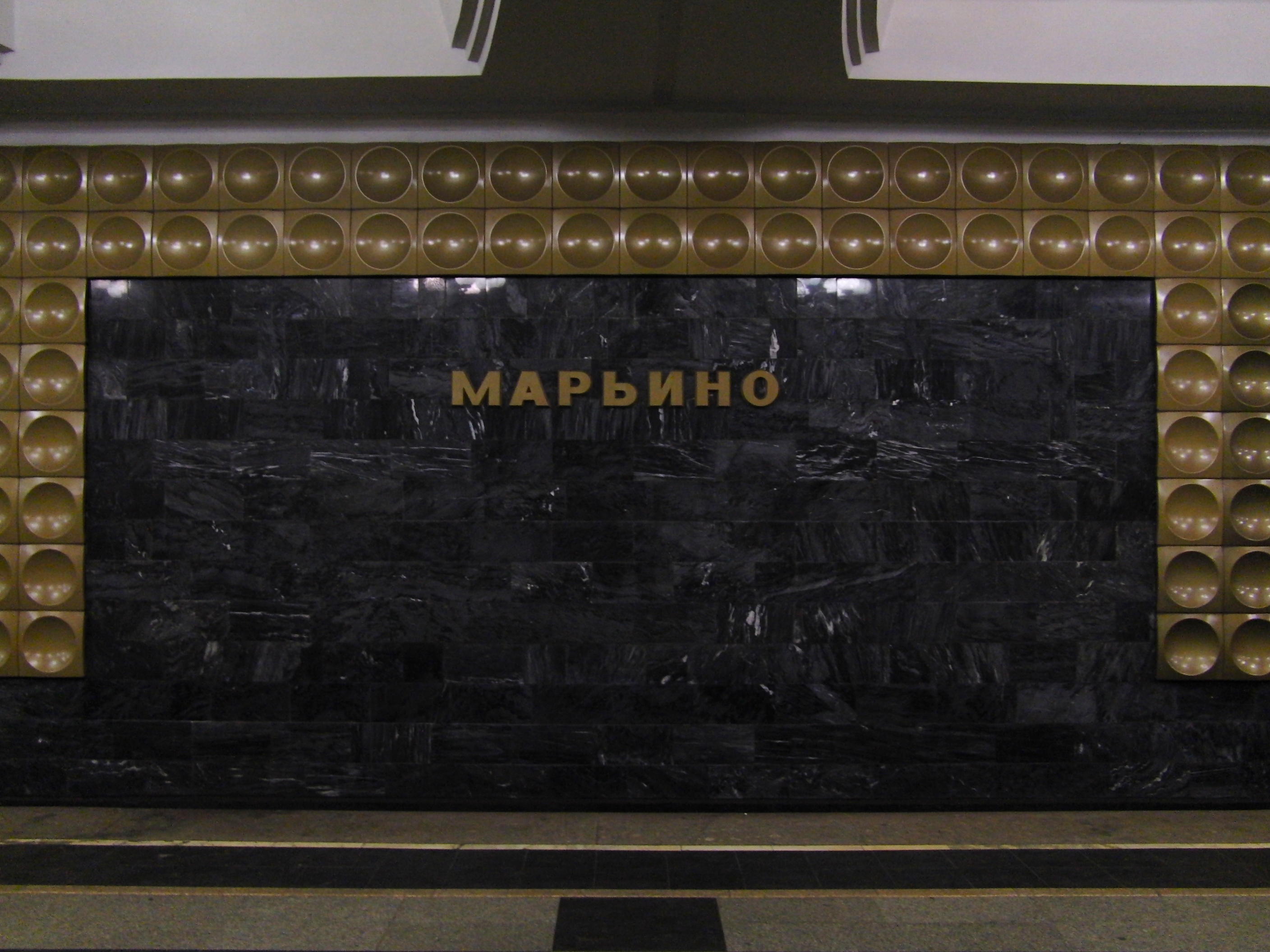
De stationsnaam tussen de aluminiumtegels op de tunnelwand.
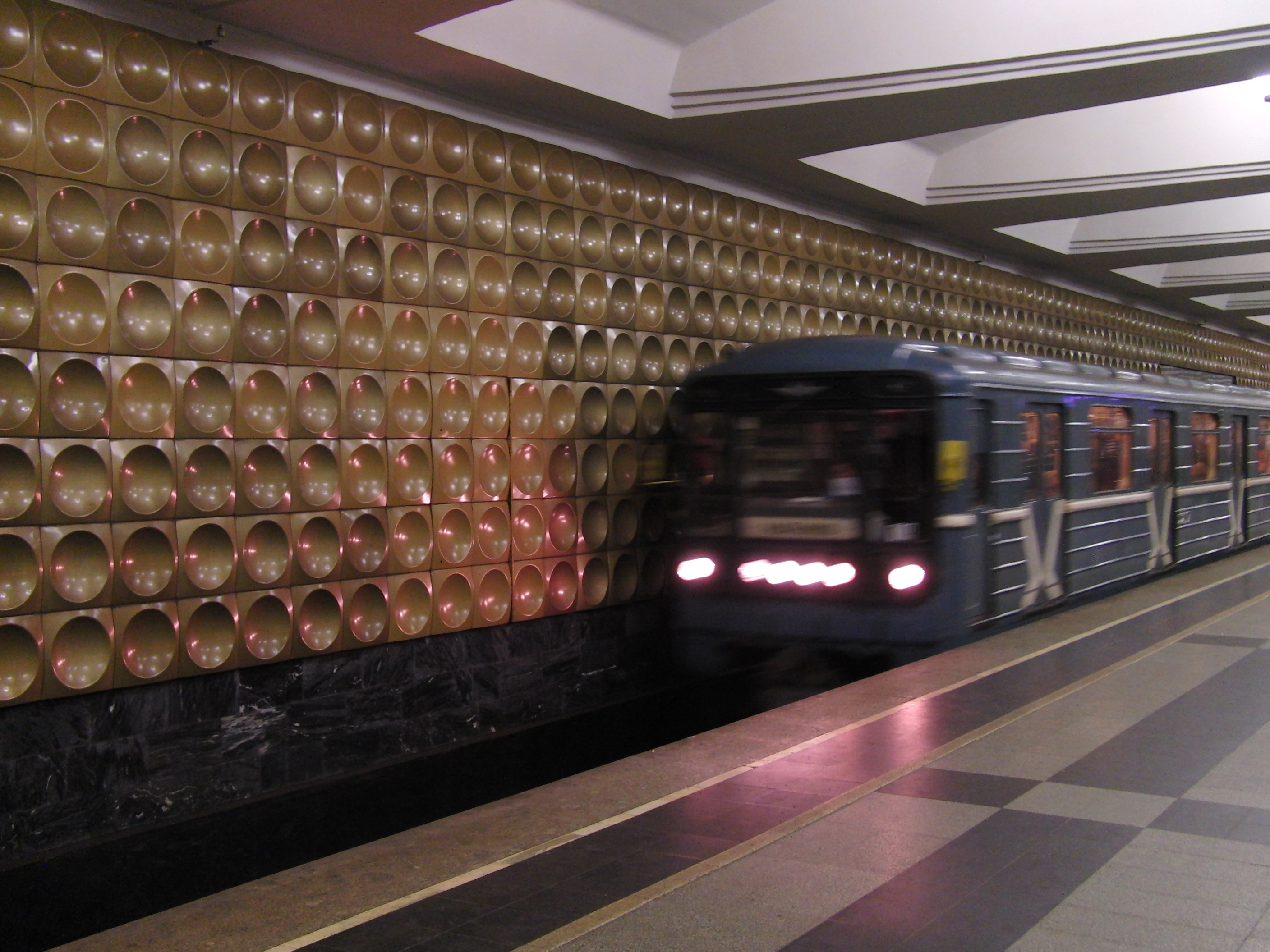